# Noël Hallé
Noël Hallé (Parigi, 2 settembre 1711 – Parigi, 5 giugno 1781) è stato un pittore e incisore francese.

## Biografia
Figlio del pittore Claude Guy Hallé, ricevette buona parte degli insegnamenti dal padre e quindi si iscrisse all'"Accademia reale di pittura", dove ottenne i principali premi e riconoscimenti, fra i quali l'assegnazione del Prix de Rome. Fu quindi ospite dell'Accademia di Francia a Roma, dove, in seguito, ebbe per poco tempo la nomina in qualità di Direttore (1775).
Hallé era cognato di Jean II Restout e nipote di Jean Jouvenet; suo figlio fu il celebre medico Jean Noël Hallé..
Fra i suoi allievi vi fu Pierre-Antoine Mongin.
Pittore convenzionale, accademico tradizionalista senza particolare genialità, ma di ottima scuola e di ammirevole tecnica, fu aspramente criticato da Diderot, che scrisse di lui in occasione del suo Salon del 1763:
Hallé ebbe comunque un apprezzabile successo nella vita. Morì a Parigi all'età di 70 anni.

## Opere
- Clemence de Trajan (1765), Museo di belle arti di Marsiglia
- Cornélia, mère des Gracques, National Gallery of Australia, Canberra
- Dispute de Minerve et de Neptune, (1748),  Museo del Louvre, Parigi
- Hercule domptant Achéloüs, (c 1763), Museo d'arte di Tolone
- La Course d'Hippomène et d'Atalante, Louvre
- La Dispute de Minerve et de Neptune pour donner un nom a la ville d'Athènes,  Louvre
- La Fuite en Égypte, Museo di Belle arti di Orléans
- La Mort de Sénèque, Museo di Belle arti di  Boston
- Apollon et Midas (~1750), Palazzo di Belle arti di Lilla
- Egle et Silène, Palazzo di Belle arti di Lilla
- L'Assomption de la Vierge, Palazzo di Belle arti di Lilla
- Le Triomphe de Bacchus,  Museo di Belle arti di Rouen
- Les magistrats de la ville de Paris recevant la nouvelle de la paix de 1763, Museo di Versailles
- Les Vendanges ou l'Automne, Museo di Versailles
- L'Hiver ; Vieillard se chauffant à un brasero, Museo di Belle arti di Digione
- Libéralité de Cimon l'Athénien, Louvre
- Mort d'un roi, Institut Courtauld, Londra
- Paysage avec architecture et figures, Louvre
- Pyrame et Thysbe, Museo di Belle artu di Caen
- Saint Basile devant le préfet Modestus, Museo di Orléans
- Hercule et Omphale (1759), Museo d'arte e storia di Cholet
- Les Génies de la poésie, de l'histoire, de la physique et de l'astronomie, (1761), Museo di Belle arti di Angers
- Jesus au milieu des docteurs, Museo di Belle arti di Reims
- La Résurection de Lazare, Museo di Belle arti di Reims

## Galleria d'immagini

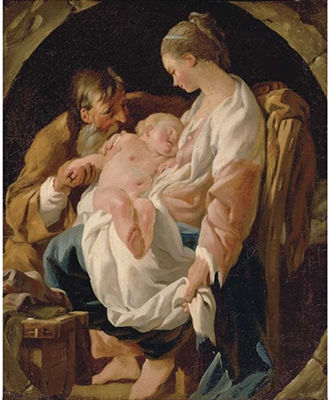
La Sacra famiglia
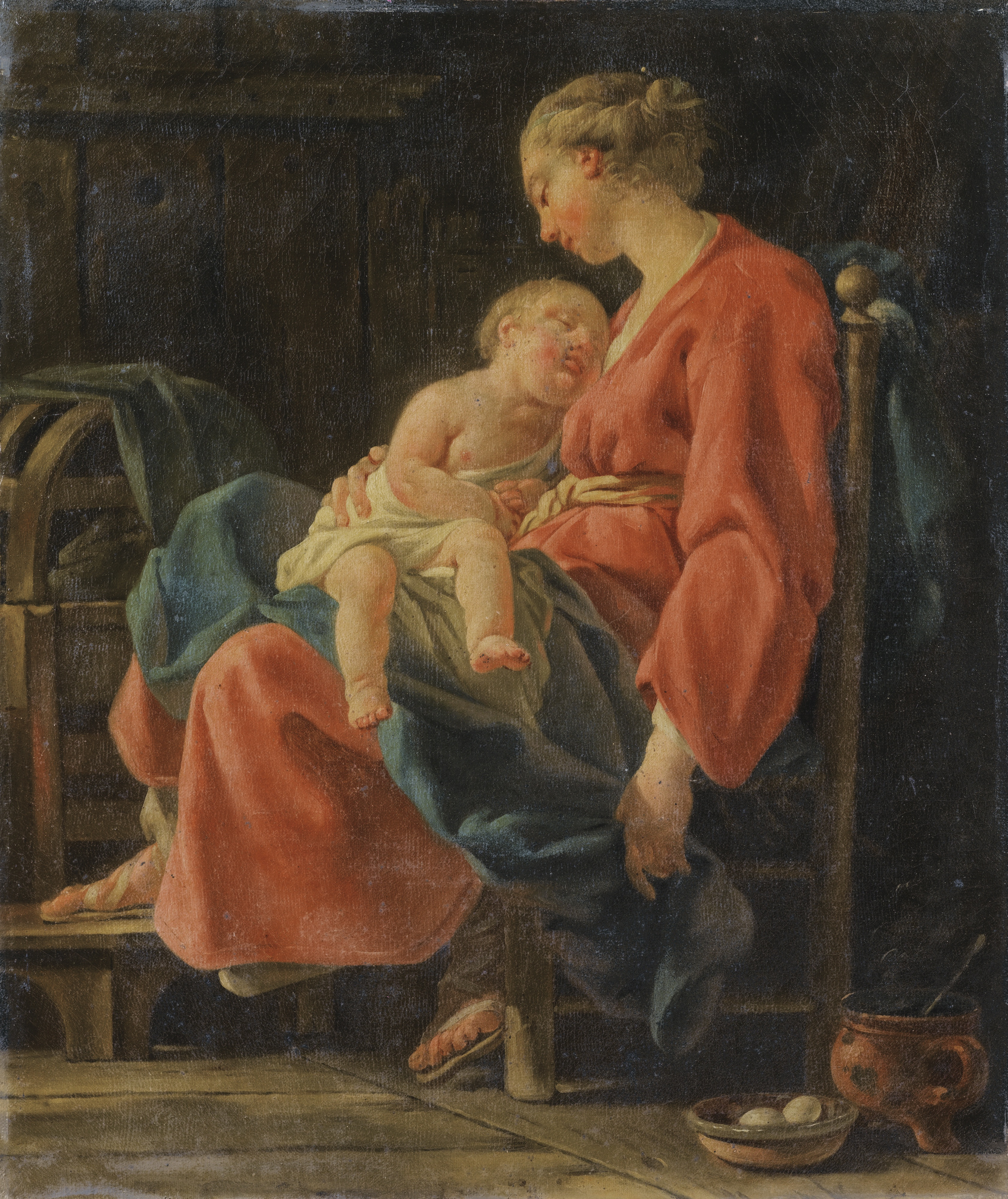
Dolce riposo
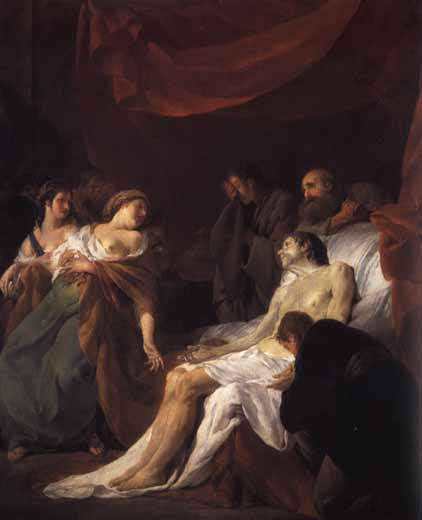
Morte di Seneca
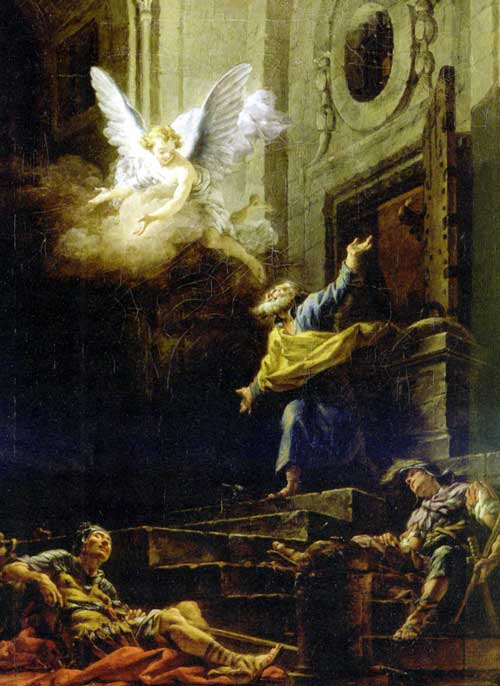
Un angelo libera San Pietro
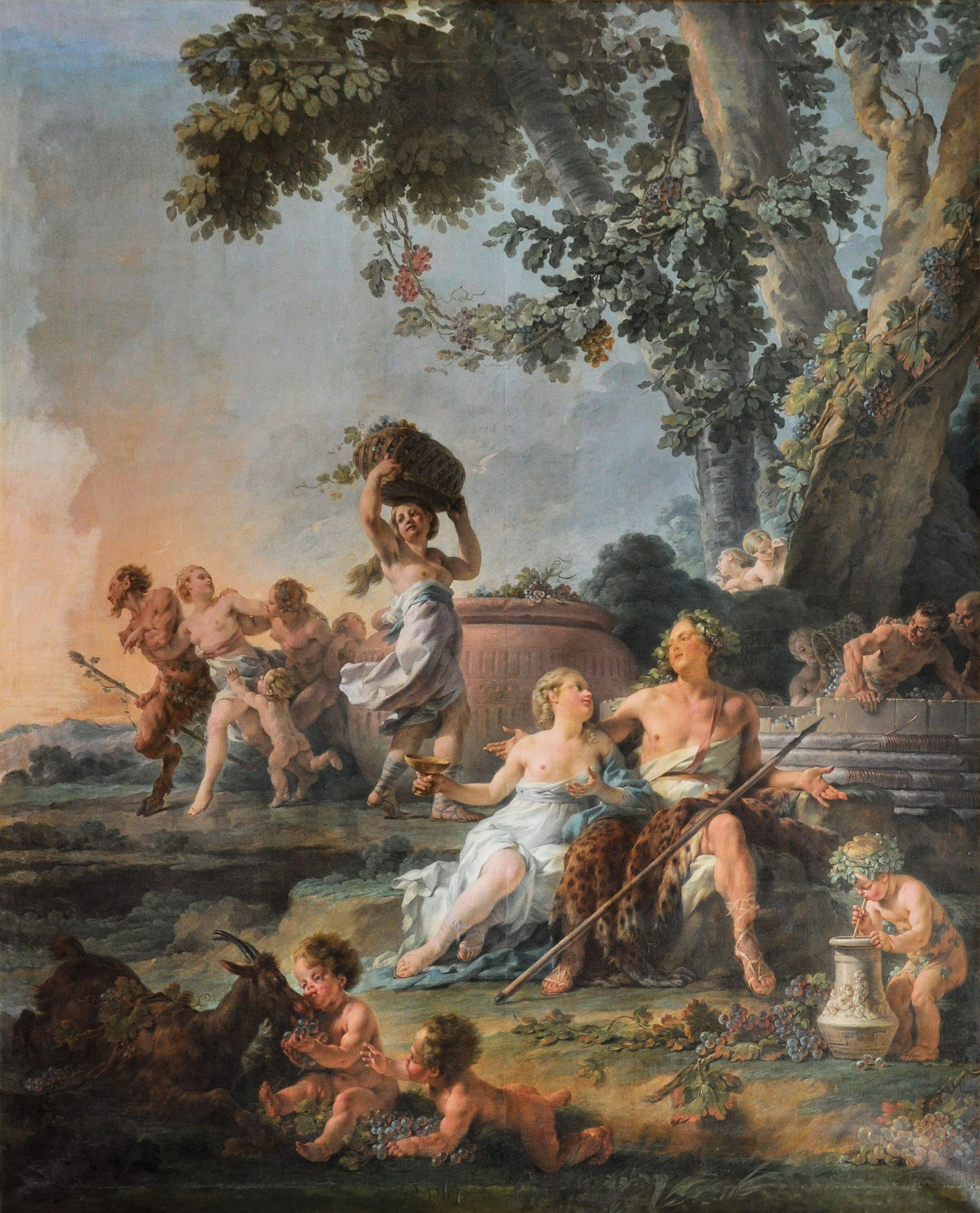
Vendemmia

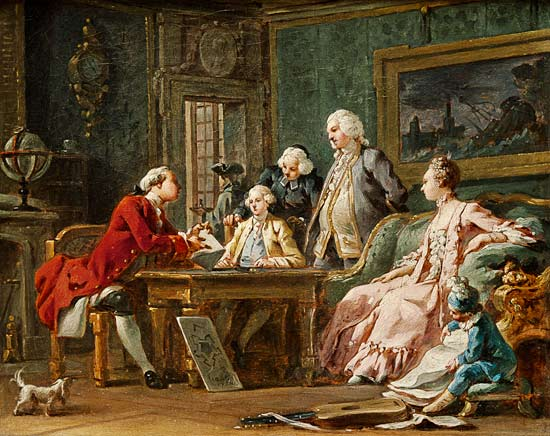
L'educazione dei ricchi
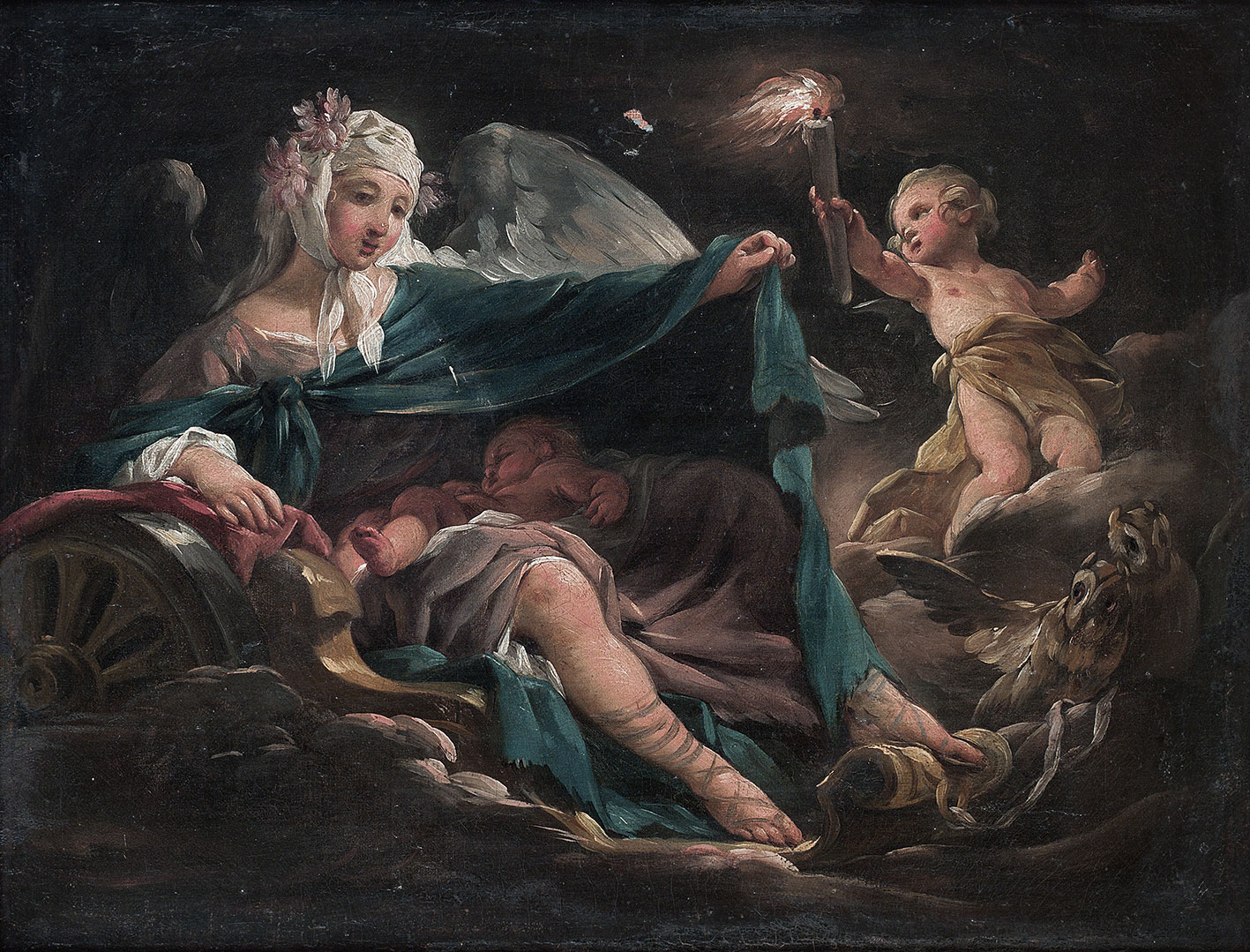
La notte
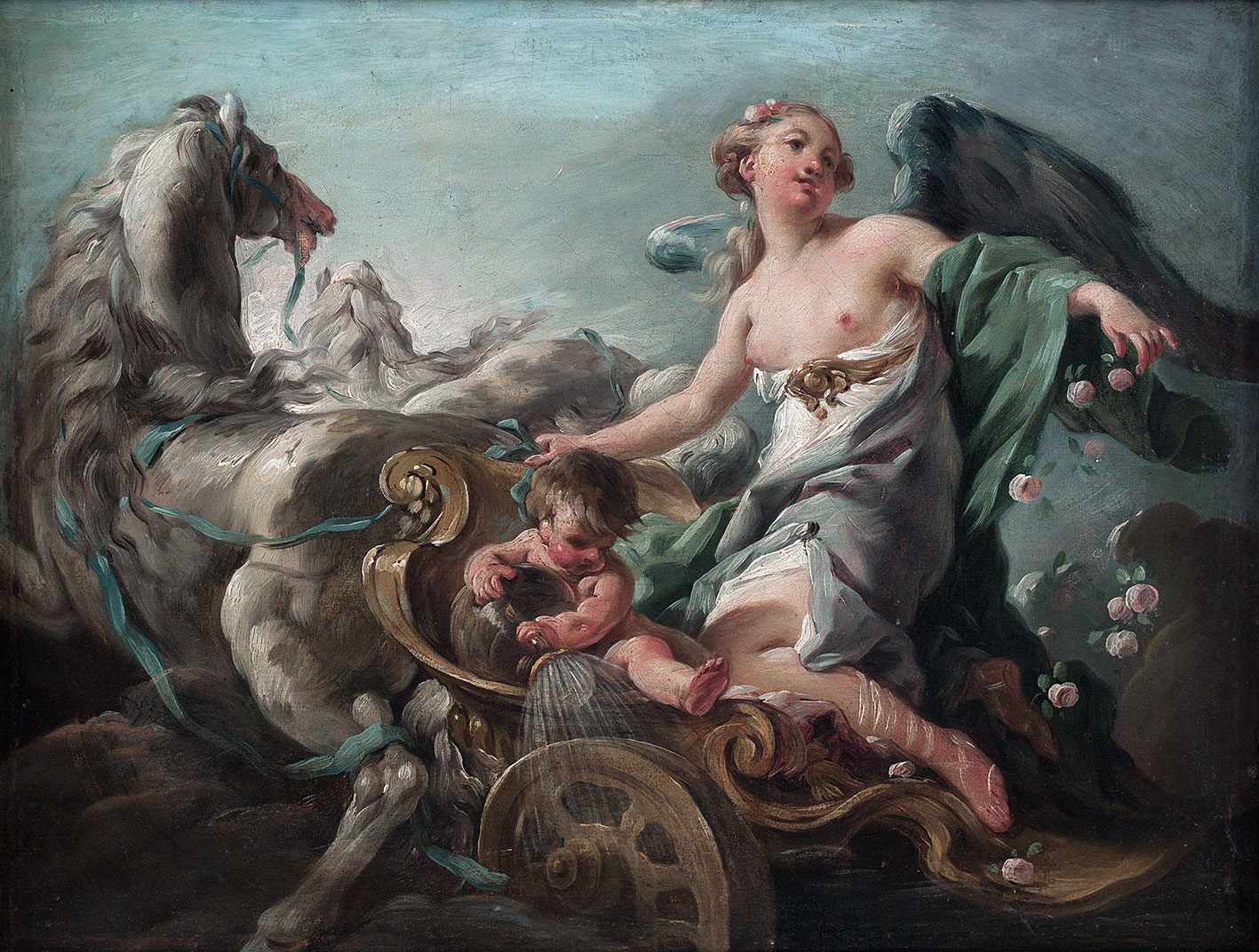
L'Aurora
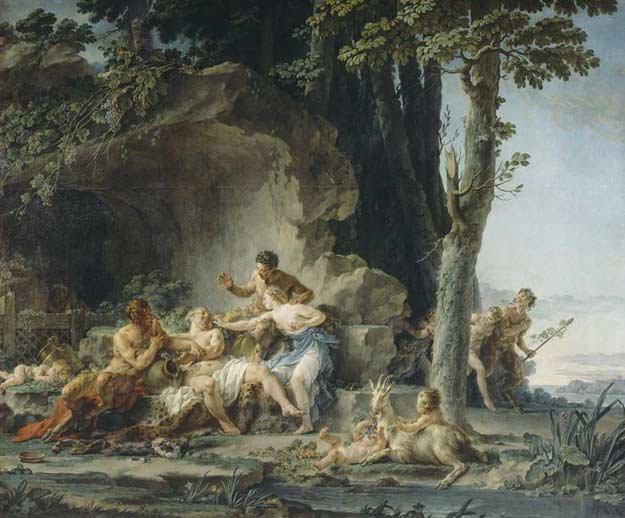
Egle e Silene

## Iconografia
- Étienne Aubry, Portrait de Noël Hallé (1711-1781), peintre français, c.1775, olio su tela, Castello di Versailles.
- Jean-Honoré Fragonard, Le Guerrier, presunto ritratto di Noël Hallé.[2]